# Расничка врела
Расничка врела су врела на Расничкој реци близу села Расница у пиротском крају.

## Настанак врела
У најужем делу клисуре Расничке реке су прва  два  извора.  Хладна  вода ,,кључајући’’ избија  из  стена  и након  само  неколико  метара улива  се  у  ток  реке. Укупна издашност свих крашких врела у долини Расничке реке износи око 30 л/сек. Извори упијају воду која понире у долинама Присјанске реке и Сињеглавског потока, односно Ропотске реке. До споја ових речних долина долази се на неких 1.5 км од села. 
Расничка  река  представља  наставак  Присјанске  реке  која  извире  на обронцима Влашке планине и чија је једина већа притока Сињеглавски поток. У кањону између Присјана и Раснице она се губи у скривеним понорима и пресушује због  Расничка врела. Свој површински ток продужава само за време великих падавина у пролеће. 

## Локација
До Расничких врела  могуће  је  доћи  и  са  пута  који  из  Раснице води за села Пасјач и Сињу Главу. На око километар од велике основне школе у Расници силази се у најлепши део долине Расничке реке. Ту се налази неколико лепих места за излете где се мештани Раснице обично окупљају за Први мај. Некада су  се овде на Расничкој  реци налазиле бројне воденице али су долазили и становници околних села. Остаци неких од њих видљиви су и данас.